# Segunda vinda de Cristo

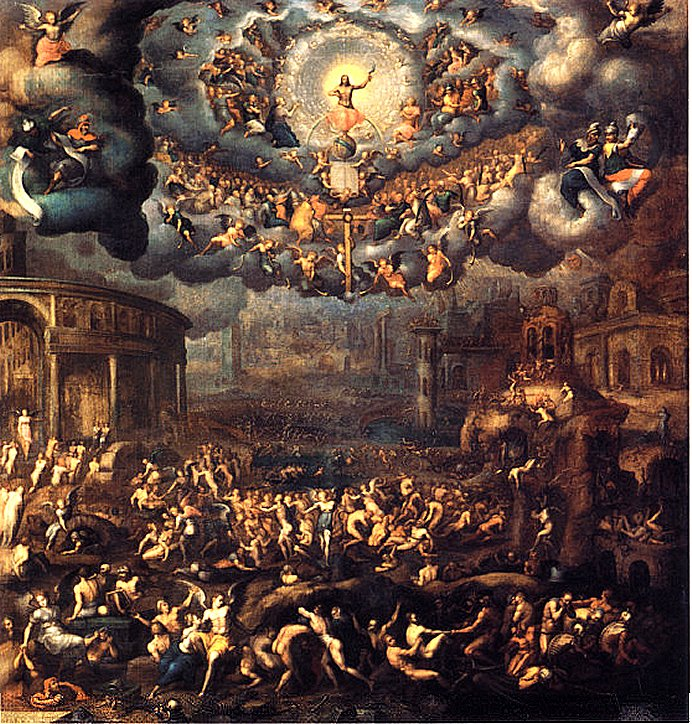
Quadro O Juízo Final, de Jean Cousin.

Segunda vinda de Cristo, segundo advento ou parúsia (do grego Παρουσία, "presença") é um termo usualmente empregado com a significação religiosa de volta gloriosa de Jesus Cristo, no fim dos tempos, para presidir o Juízo Final, conforme creem as várias religiões cristãs e muçulmanas, inclusive sincréticas e esotéricas.
As especificidades sobre o tema são definidas individualmente por cada religião ou expressão religiosa, conforme a sua crença, com pontos semelhantes e não tão semelhantes.

## Terminologia
O termo parúsia (ou parousia), oriundo do grego, quer dizer simplesmente "presença". Na época helenística, entretanto, ele tomou o sentido técnico de visita de um príncipe ou de manifestação de um Deus.

## Visão religiosa

### Visão cristã

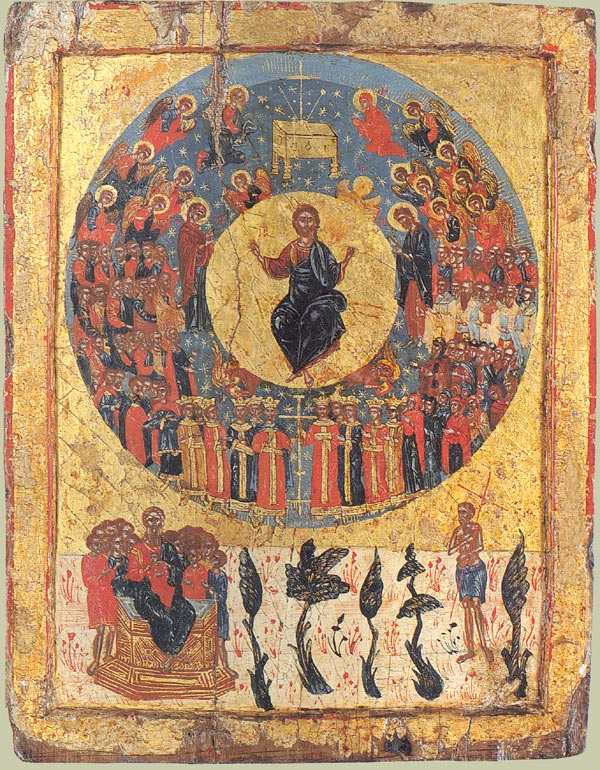
Ícone grego representando a segunda vinda de Cristo, c. 1700.

Os cristãos usam uma variedade de nomes para o evento da segunda vinda (retorno) de Jesus Cristo, com base em uma série de imagens bíblicas. No Livro de Zacarias
| “ | «Então sairá o Senhor e pelejará contra essas nações, como quando pelejou no dia da batalha. Naquele dia estarão os seus pés sobre o monte das Oliveiras, que está defronte de Jerusalém para o oriente; o monte de Oliveiras será fendido pelo meio para o oriente e para o ocidente, e haverá um vale mui grande; uma metade do monte se removerá para o norte, e a outra metade para o sul. Pelo vale dos meus montes, pois o vale dos montes se estenderá até Azel; sim, fugireis, como fugistes de diante do terremoto nos dias de Uzias, rei de Judá: virá o Senhor meu Deus, e todos os santos contigo.» (Zacarias 14:3–5) | ” |

## Definições
- O Arrebatamento (cf. I Tess. 4,16-18)[1] descreve um evento em que a Igreja vai ao encontro de Jesus nos ares, onde primeiramente estarão os crentes que já morreram e que neste momento terão seus corpos ressuscitados e glorificados, para se encontrarem com o seu Senhor e Salvador Jesus Cristo. Imediatamente depois disto, os cristãos que ainda não tiveram morrido, serão transformados com corpos glorificados e também transladados para esse evento, que é a primeira fase do segundo retorno de Jesus a terra, e ocorrerá antes da grande tribulação. Esse evento deve ocorrer após a Grande Tribulação, e neste intervalo de tempo, Jesus Cristo e Sua Igreja estarão ausentes do mundo secular, retornando somente ao final deste período de sete anos, que é a última semana de anos descrita no livro de Daniel (9,24-27).
- A Grande Tribulação descreve um período de grande angústia, quando Deus vai tratar especificamente com o Povo Judeu, conforme é descrito por Jesus no Evangelho de São Mateus, nos capítulos 24 e 25, que dão a seguinte cronologia: 1) O período de tribulação (ibid. 24,4-26), 2) segunda vinda do Messias a terra (ibid. 24,27-30), 3) o ajuntamento de Israel (ibid 24,1), 4) o Julgamento de Israel (ibid. 25,1-30), 5) o julgamento dos gentios(ibid. 25,31-4), 6) o reino milenar com satanás preso, 7) após os mil anos de governo de Jesus Cristo e os Santos na terra, satanás é solto e passará a enganar as nações, que se juntarão para guerrear contra os Santos, mas serão completamente derrotados e lançados no lago de fogo e enxofre, sendo consumidos pelo séculos dos séculos, tudo descrito em Apocalipse 20,2-10, e só depois de todos esses eventos, que é descrito na Palavra de Deus o Juízo Final, com o julgamento de todos aqueles que não aceitaram a Jesus Cristo como seu Senhor e Salvador de suas vidas e por isso não tiveram seus nomes inscritos no livro da vida (cf. Apocalipse 20, 11-15).
- O Armagedom descreve uma guerra terrível provocada pelo Anticristo e pelas forças satânicas, que reunirá uma confederação de líderes mundiais e seus exércitos em uma campanha   contra Israel, e esse ajuntamento acontecerá em um lugar chamado Armagedom (cf. Apocalipse 16,16). A grande mobilização de exércitos no conflito de Armagedom começa com a invasão da Palestina pelos reis do Norte e do Sul , conforme descrito em Daniel 11,40. Com essa invasão se iniciam os acontecimentos da campanha que abalarão o mundo inteiro, conforme é apresentado em Ezequiel, nos capítulos 38 e 39. Milhares de pessoas sobre a terra morrerão devidos aos eventos que irão acontecer no mundo todo. A ira de Deus será derramada sobre a humanidade e sobre a Terra. Uma série de eventos violentos, como profetizado em Daniel 9, São Mateus 24 e no Apocalipse 19:4 irá ocorrer.
- O Milênio: Ocorrerá logo após ao Armagedom e descreve um intervalo de tempo com duração de mil anos em que Jesus Cristo reinará na terra com a sua igreja que teve início por ocasião do recebimento do Espírito Santo na festa de Pentecostes (At. 2,1-4), com todos aqueles que morreram crendo na promessa de Salvação em Jesus Cristo no Antigo Testamento (Hb. 11,13-16), e também aqueles que irão sobreviver a grande tribulação, principalmente os remanescentes judeus que aceitarão a Jesus Cristo como o verdadeiro Messias (Zacarias 12,10 e São João 19,37), e compreende o intervalo entre a primeira e a segunda ressurreição, sendo que a segunda ressurreição que acontecerá somente ao final do milênio será somente para juízo e condenação (Apocalipse 20,6). Neste período de mil anos serão cumpridas todas as promessas de um reino de perfeita justiça e autoridade que serão exercidas literal e corporalmente por Jesus Cristo, que instituirá Seu reino a partir de Israel, e que governará todo o mundo.

Nesse período de mil anos de governo de Cristo sobre a terra, satanás ficará preso (cf. Apocalipse 20,2), onde ele não exercerá sua influência maligna sobre as pessoas.
Outros cristãos interpretam os eventos mencionados nas escrituras cristãs como descrições de acontecimentos reais no nosso futuro (vede Futurismo). Outros interpretam-nos simbolicamente e outros referem-se a eles como eventos que já ocorreram (vede Preterismo).

## Significados
No Novo Testamento, a Parousia significa um período de presença de Jesus como Rei do Reino de Deus antes da Grande Tribulação que terminará com o julgamento dos vivos e os mortos, tal como plasmado no Juízo Final, e assim estabelecer formalmente e gloriosamente o reino de Deus também na terra dando assim início ao Reino Milenar na terra.
Segundo Bauer Danker a Segunda Vinda "(…) de Cristo e de seu advento messiânico se dará em glória para julgar o mundo ao final desta época."
O próprio Salvador não só anuncia o evento, mas representa graficamente as suas circunstâncias (Mateus 24:27) e o Julgamento das Nações (Mateus 25:31–46). Os Apóstolos dão um lugar destacado para esta doutrina na sua pregação (Atos 10:42), assim como as epístolas (Romanos 2:5–16; Romanos 14:10; I Coríntios 4:5; II Coríntios 5:10; II Timóteo 4:1; II Tessalonicenses 1:5; Tiago 5:7).

## Preterismo e Futurismo
A posição teológica que associa a expectativa da Segunda Vinda de Cristo com os eventos testemunhados pelos primeiros cristãos tais como a diáspora, a destruição de Jerusalém e do templo judeu em 70 d.C. é conhecido como Preterismo. Segundo o historiador Charles Freeman, os primeiros cristãos esperavam a volta de Jesus dentro de no máximo uma geração após sua morte.
Este conceito opõe-se ao Futurismo que considera a volta de Jesus como um evento histórico a se concretizar no futuro.
Estudiosos ortodoxos tendem a considerar os dois conceitos como verdadeiros, ou seja, um reino espiritual que foi realmente introduzido por Jesus Cristo em Sua primeira vinda (no sentido de que o rei esteve presente, mas que as promessas literais do reino não foram cumpridas) e de um acontecimento escatológico futuro, ainda por vir aonde haverá a concretização e o estabelecimento do Reino de Deus.

## Católicos e Ortodoxos
Segundo as tradições Católicas e cristãs Ortodoxas a segunda vinda será um incidente repentino e inconfundível, como "um relâmpago" (Mateus 24:27). Uma breve referência à segunda vinda está contida no Credo Niceno Constantinopolitano: "Ele [Jesus] virá novamente em glória para julgar os vivos e os mortos, e seu reino não terá fim."

## Principais religiões
As diversas denominações têm opiniões divergentes sobre os detalhes exatos da segunda vinda de Cristo. Uma parcela significativa acredita que antes do julgamento ocorrerá um evento conhecido como arrebatamento, evento esse que ocorrerá para salvamento dos membros de sua Igreja (invisível). Um traço comum é a crença de que depois desse arrebatamento, Jesus voltará para julgar o mundo e estabelecer o reino de Deus sobre a Terra (cumprindo a Profecia feita ao rei Davi). Geralmente as Igrejas Protestantes não oferecem previsões sobre a data da segunda vinda, embora alguns teólogos e escritores divulguem suas próprias ideias de como e onde isso vai acontecer.

### Parúsia (presença)
As denominações principais costumam ter interpretações distintas acerca da parúsia. As doutrinas das principais correntes são:
Mórmons
A Igreja de Jesus Cristo dos Santos dos Últimos Dias tem interpretações distintas e específicas, acreditando que Cristo não virá salvá-los e enfim levar os crentes ao céu, mas que Cristo virá para estabelecer seu reino aqui na terra.
Testemunhas de Jeová
As Testemunhas de Jeová não usam o termo segunda vinda. Eles usam o termo "presença" traduzindo corretamente e fielmente a palavra original do grego koiné "parúsia". A escatologia das Testemunhas de Jeová afirmam que no ano de 1914 teve início a presença de Cristo com o início do "tempo do fim" e "da conclusão do sistema de coisas" (Mt 13:40-49 , 24:3) e dos "últimos dias" (2 Tm 3:01, 2 Pedro 3:3).
As Testemunhas de Jeová usam esse termo para se referirem a esse período entre 1914 e o Armageddon. Também creem que o Armageddon começa antes do Milênio.

Ciência Cristã
A Ciência Cristã entende que a vinda do Cristo é espiritual, perpétua, eterna e sempre presente. Segundo o livro Ciência e Saúde com a Chave das Escrituras, de Mary Baker Eddy, "Esse despertar é a perpétua vinda do Cristo, o aparecimento mais adiantado da Verdade, que expulsa o erro e cura os doentes. Essa é a salvação que vem por meio de Deus, o Princípio divino, o Amor, como Jesus demonstrou." (pag. 230).

## Esoterismo
Emanuel Swedenborg, cientista e teólogo do século XVIII descreveu a Segunda Vinda do Senhor, como "a abertura do significado mais profundo da Palavra". Jesus havia predito que eles iriam ver "o Filho do homem vindo sobre as nuvens do Céu "[Mt . 24:30] mas isso deveria ser interpretado segundo Swedenborg como um evento espiritual, não um evento físico. Em outras palavras, Jesus realmente iria voltar , mas não na carne. Em vez disso Ele voltaria em espírito através da revelação do significado esotérico de sua Palavra - a Bíblia. Em outras palavras, assim como o sol físico pode romper a escuridão das nuvens física, o significado profundo da Palavra também pode brilhar através do sentido literal da Bíblia. Sempre que isso acontece para um indivíduo, há uma experiência da Segunda Vinda do Senhor. O Senhor (Jesus Cristo) veio novamente através da sua Palavra, com "poder e grande glória".
No Rosacrucianismo os escritos de Max Heindel, fazem uma distinção entre Jesus, o homem, e o Cristo, sua verdadeira natureza divina (Nestorianismo). Jesus é considerado um elevado Iniciado (que evolui no âmbito do ciclo de renascimentos e encarnações) a um tipo singular de espírito puro, vastamente superior à grande maioria da humanidade atual. Ele foi educado durante a sua juventude entre os essênios e, assim, preparou-se para a maior honra concedida a um ser humano: entregar o seu corpo no momento do Batismo para o Cristo exercer seu ministério no mundo físico. Cristo é descrito como o Ser espiritual mais elevado da hierarquia dos Arcanjos, e completou a sua união com o segundo aspecto de Deus chamado Cristo (Gnosticismo).
Segundo essa tradição, o Cristo Interno e não o Jesus histórico é considerado o verdadeiro Salvador que precisa nascer dentro de cada indivíduo a fim de fazer o ser humano evoluir para o sexto e futuro Período da Terra, onde o Planeta Terra será elevado ao plano etérico, ou seja, em direção ao "novos céus e uma nova terra". A Segunda Vinda e Advento do Cristo não será em um corpo físico, mas nos novos corpos e almas de cada indivíduo na Região Etérica do Planeta onde o homem "será arrebatado nas nuvens ao encontro do Senhor nos ares." O "dia e hora" em que se dará esse evento, como descrito na Bíblia, não é do conhecimento humano. A tradição esotérica Cristã ensina que primeiro haverá um período de transição e preparação que se iniciará quando o Sol entrar em Aquário por precessão: o Advento da Nova Era ou Era de Aquarius.

## Teosofia
Em janeiro de 1946 a teósofa Alice Bailey profetizou que Cristo (que é conhecido pelos teosofistas como a Maitreya) iria retornar "em algum momento após 2025 d.C.". Os seguidores do guru Benjamin Creme, acreditam que Maitreya está presente na Terra desde 1977, vivendo em segredo. Este futuro evento é chamado o "Dia da Declaração", isto é, quando Maitreya telepaticamente se revelará a humanidade através de seu aparecimento na televisão em todo o mundo (este evento foi originalmente previsto e deveria ocorrer em 21 de junho de 1982).

## Antroposofia
O Antropósofo Rudolf Steiner previu que Cristo reapareceria no etérico espiritual em 1930.

## Judaísmo
O Judaísmo rejeita o status de Jesus como Messias judeu e, portanto, a ideia de sua segunda vinda. A maioria dos judeus acredita que Jesus cumpriu apenas algumas profecias messiânicas específicas.

## Islã
Os muçulmanos acreditam que Jesus vai voltar em um momento perto do fim do mundo. O verso do Alcorão que alude a futura vinda de Jesus é a seguinte:
"E (Jesus) será um sinal (para a vinda) da Hora (do Juízo): portanto, não têm dúvida sobre a (Hora), mas siga-me vós: este é um reto caminho." [Alcorão 43:61]. Segundo a tradição islâmica, a descendência de Jesus estará no meio de guerras travadas pelos Mahdi ("O bem encaminhado"), conhecido na escatologia islâmica como o redentor do Islão, contra o Anticristo (Al-ad-Dajjal Masīkh, o Anticristo) e seus seguidores. Jesus vai descer a leste de Damasco, vestido com trajes amarelos. Ele então se juntará ao Mahdi em sua guerra contra o Dajjal. Jesus, considerado no Islamismo como um muçulmano, divulgará os ensinamentos islâmicos. Por fim, Jesus matará o Dajjal, e então todos do povo do livro (al-kitābahl- referindo-se aos judeus e cristãos) acreditarão nele. Assim, haverá uma só religião: o Islamismo.
"A Hora não será estabelecida até o filho de Maria (Jesus), descer entre vocês como um governante justo, ele vai quebrar a cruz, matar os porcos e abolirá o imposto Jizya. Após a morte do Mahdi, Jesus assume a liderança. Este é um tempo na narrativa associada islâmico com paz e justiça universal."
O Movimento Ahmadia acredita que o Mahdi já chegou no espírito de Jesus, cumprindo assim a Segunda Vinda na pessoa de Mirza Ghulam Ahmad (1835-1908).

## Hinduísmo
Alguns hindus adotaram Jesus como um avatar (encarnação de Deus).
Paramahansa Yogananda, o autor de Autobiografia de um Iogue, fez um extenso comentário sobre o Evangelho publicado em dois volumes, onde trata da Segunda Vinda de Cristo. Para Yogananda, a Segunda Vinda ocorrerá quando a ressurreição de Cristo acontecer dentro de cada pessoa. O livro oferece uma interpretação mística da Segunda Vinda que é entendida como uma experiência interior, algo que ocorre dentro do coração do indivíduo.
A religião hindu vê o tempo como cíclico, com quatro ciclos (yugas) que se repetem eternamente. A idade atual, ou Kali Yuga é a pior de todas as idades. A Kali Yuga começou há cerca de 5 000 anos, e vai durar mais 427 000 anos. Para dar fim a Kali Yuga, Deus virá sob a forma de Kalki, um avatar montado em um cavalo branco que acabará com os ímpios e iniciará uma nova Idade de Ouro (Satya Yuga).

## Visão cética
Céticos do cristianismo entendem que palavras atribuídas ao próprio Jesus nos evangelhos e diversas menções feitas nos demais livros do Novo Testamento demonstram que a Segunda Vinda de Jesus era um evento que deveria ser testemunhado pela primeira geração de cristãos, devendo ter ocorrido em algum momento entre os séculos I e II D.C. O segundo advento caracteriza-se, portanto, como uma profecia falha, que não se cumpriu, refutando a suposta divindade de Jesus.
O rabino David Wolpe acredita que a expectativa da Segunda Vinda teria surgido como resultado da deceção dos primeiros cristãos como uma forma de compensar a morte de Jesus e a perspetiva frustrada da redenção.

## Previsões
- A primeira geração de cristãos (séculos I e II) esperava testemunhar a Segunda Vinda ainda durante seu tempo de vida;
- Emanuel Swedenborg profetizou o Juízo Final e a segunda vinda de Cristo para o ano de 1757. Segundo Swedenborg a Segunda Vinda de Cristo não será em carne, mas em Espírito, através do desvelamento do significado espiritual da Bíblia;
- George Rapp Fundador e líder da Sociedade Harmonia, previu que Cristo começaria o seu reinado na Terra em 15 de setembro de 1829;
- William Miller previu, através de cálculos, que Cristo voltaria a terra em 22 de outubro de 1844. Como nada aconteceu, alguns milleritas continuaram a calcular outras datas e outros como Joseph Bates, John Andrews, Urias Smith e Tiago White fundaram a Igreja Adventista do Sétimo Dia e a Igreja Cristã do Advento como forma de reinterpretar o erro de Miller;
- Membros da Fé Bahá'í acreditam que o evento da Segunda Vinda teve lugar em 23 de maio de 1844, quando o Báb, o precursor da Bahá'u'lláh, declarou a sua missão. Bahá'u'lláh afirmou mais tarde que ele era a segunda vinda de Jesus Cristo;
- Em 1874 Charles Taze Russell calculou para 1874 o ano da Segunda Vinda de Cristo, e até sua morte ensinou que Cristo estava invisivelmente presente, a partir da data profetizada. Russell proclamou a volta invisível de Cristo para o ano de 1874, a ressurreição dos santos para 1875, e previu o arrebatamento dos santos ao céu para 1878, e o "dia da ira" para 1914. Segundo os estudantes da Bíblia, o ano de 1874 era considerado o fim dos 6 000 anos da história humana e do início do Juízo Final. Porém, com o refinamento e ao longo dos anos maior aprofundamento nos entendimentos do estudo da Bíblia, as Testemunhas de Jeová refutaram esse ensinamento e passaram a crer que próxima a volta de Cristo (invisível para os seres humanos) será durante a batalha de Armagedon. Eles acreditam que 1914 AD marca o início da presença invisível de Cristo (Mt 24:3) como o Rei do Reino de Deus (Salmo 110; Apocalipse 12:10), e o início dos últimos dias do atual sistema de coisas;
- O Reverendo Moon é considerado pela Igreja da Unificação o senhor do Segundo Advento. Acredita-se que ele tenha sido chamado por Jesus Cristo no Domingo de Páscoa quando tinha 15 anos de idade em uma montanha da Coreia para continuar e completar a Missão que Jesus Cristo havia iniciado e na qual fracassara devido a sua crucificação;
- Em 1959 Samael Aun Weor se autodeclarou o Cristo da Era de Aquário (Kalki Avatar), o início da Era de Aquário para o ano de 1962 e o fim do mundo para o ano de 1999;

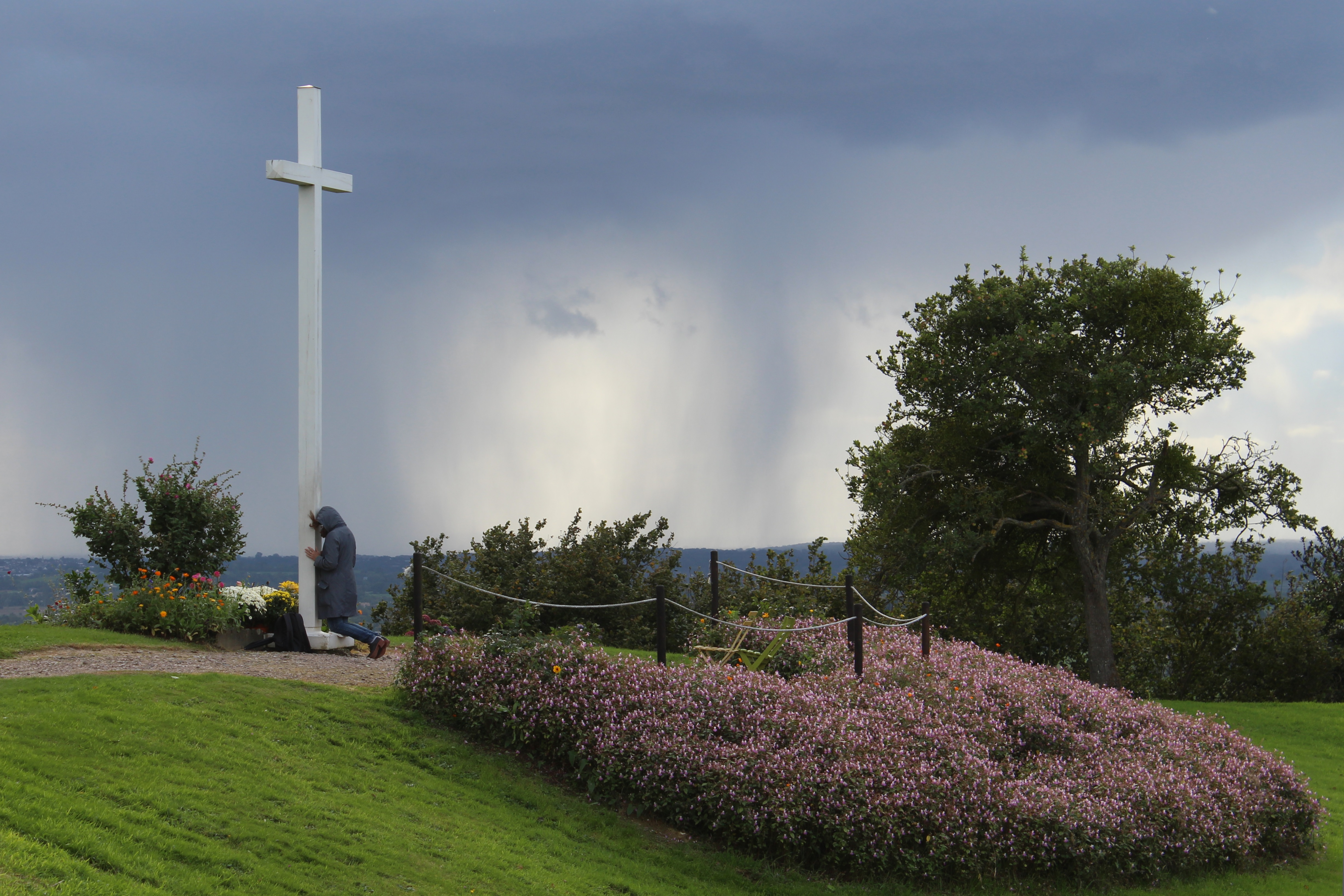
A atual Cruz de Dozulé situada no local da sua famosa aparição a Madalena Aumount em 1972.

- Entre 1972 e 1978, Jesus Cristo terá aparecido 49 vezes em Dozulé a Madalena Aumount,[5][6] uma mãe de cinco filhos, na presença do seu pároco local Victor L’Horset e de outras testemunhas credíveis, e acredita-se que lhe ditou uma série de mensagens contendo ensinamentos e avisos para todo o mundo, nomeadamente para que teria fé n'Ele. Entre elas consta a diária «Oração de Dozulé».[7] As mensagens foram vistas como um prenúncio da Segunda vinda de Cristo. A construção da «Cruz Gloriosa de Dozulé», uma cruz iluminada de cor branca e azul, com 738 metros de altura e com 123 metros de comprimento nos braços, medidas as quais correspondem à proporção exata num rácio entre a medida vertical e horizontal, foi também vista como um sinal do eminente regresso de Jesus. Os seguidores das mensagens de Dozulé acreditam que se trata de uma continuação das profecias reveladas no Segredo de Fátima e que apelam à conversão de toda a humanidade para evitar uma futura catástrofe material e espiritual.
- Em 1975 Herbert W. Armstrong, Pastor-geral da Igreja Mundial de Deus, profetizou o regresso de Jesus Cristo para o ano de 1975;
- Em 1978 o brasileiro Inri Cristo disse ao Mundo ser a reencarnação de Jesus Cristo. Posteriormente funda a SOUST (Suprema Ordem Universal da Santíssima Trindade) e proclama o iminente fim do mundo;
- Em 28 de junho de 1981 Bill Maupin, um pastor evangélico publicou um livro prevendo a data da Segunda Vinda. Sua congregação vendeu todos os seus pertences e foi para o topo de uma colina na data prevista à espera do evento;
- Em 1991 Vissarion (Sergei Topov) declara ao mundo ser Jesus Cristo que retornou. Funda a Igreja do Último Testamento na Sibéria, Rússia;
- Em 1994 Harold Camping publicou um livro contendo o ano do retorno de Jesus Cristo previsto para 1994.
- Jerry Falwell previu em 1999 que a Segunda Vinda se daria dentro de 10 anos;
- Edgar Cayce alegou que Jesus seria concebido em 1998, nasceria em 1999, e viveria na Terra como uma pessoa oculta até sua revelação;
- Paul Sides previu que o dia 13 de setembro de 2007 marca o fim do período bíblico das "guerras e rumores de guerras". Em seguida, ele prevê um período de sete anos de tribulação final que culminará em uma guerra na Terra Santa que trará de volta o Messias;
- Mark Biltz Pastor do Ministério El Chadai, previu o dia 30 de setembro de 2008 (Rosh Hashaná) como o dia em potencial para a Segunda Vinda de Jesus;
- Jack Van Impe Televangelista que já previu, há muitos anos, datas para a segunda vinda de Jesus, apontou recentemente o ano de 2012 como uma data possível para a Segunda Vinda. Van Impe já não alega saber a data exata da Segunda Vinda, mas afirma saber que ela está próxima;
- Frank J. Tipler publicou um livro chamado A Física da Imortalidade, onde alegadamente prova cientificamente a existência de Deus como uma consequência do que ele chama de "Teoria do Ponto Omega". Em 2007, publicou a sequência do livro A Física da Imortalidade chamado A Física do Cristianismo onde aplica a Religião Cristã aos princípios da "Teoria do Ponto Omega". Neste livro, no primeiro capítulo ele afirma que a Segunda Vinda de Cristo ocorrerá no prazo máximo de 50 anos, ou seja, por volta de 2057.